# تاريخ حلف شمال الأطلسي

خطاب الرئيس نيكسون أمام حلف شمال الأطلسي (الناتو) عام 1969 – تعزيز التحالف خلال الحرب الباردة

بدأ تاريخ حلف شمال الأطلسي عندما مهدت الدبلوماسية البريطانية الطريق لاحتواء الاتحاد السوفيتي ووقف توسع الشيوعية في أوروبا. وقعت المملكة المتحدة وفرنسا في عام 1947 على معاهدة دانكيرك، وهي اتفاقية دفاعية، وُسِّع نطاقها في عام 1948 مع معاهدة بروكسل لإضافة دول البنلوكس الثلاث (بلجيكا، وهولندا، ولوكسمبورغ)؛ وألزمتها بالدفاع الجماعي ضد أي هجوم مسلح لمدة خمسين عامًا. عمل البريطانيون مع واشنطن لتوسيع الحلف إلى الناتو في عام 1949، وأضافوا الولايات المتحدة وكندا وإيطاليا، والبرتغال، والنرويج، والدنمارك، وآيسلندا. انضمت ألمانيا الغربية وإسبانيا في وقت لاحق.

## التوسيع والإصلاح
بُنيت منتديات أوسع للتعاون الإقليمي بين الناتو وجيرانه، مثل الشراكة من أجل السلام، ومبادرة الحوار المتوسطي، ومجلس الشراكة الأوروبية الأطلسية بين عامي 1994 و1997. تأسس المجلس المشترك الدائم بين الناتو وروسيا في عام 1998. دُعيَت ثلاث دول شيوعية سابقة (المجر، وجمهورية التشيك، وبولندا) للانضمام إلى حلف الناتو في 8 يوليو عام 1997، وقبلت الدول الثلاث هذه الدعوة مع الموافقة المجرية على الاستفتاء الذي أيد فيه 85.3% من الناخبين الانضمام إلى الناتو.
رحب الرئيس التشيكي فاتسلاف هافيل بالتوسع قائلًا: «لم نشارك قط في مثل هذا التحالف الأمني الواسع والصلب والملزم؛ والذي يحترم في نفس الوقت في جوهره سيادة وإرادة أمتنا». رحب وزير الخارجية البولندي برونيسلاف غيريميك بالتوسع قائلاً: «تعود بولندا دائمًا إلى العالم الحر الذي لطالما انتمت إليه». صرح وزير الخارجية المجري يانوس مارتوني أن التوسع أظهر عودة المجر «إلى موطنها الطبيعي». رحبت وزيرة الخارجية الأمريكية مادلين أولبرايت بالتوسع، وصرحت أن التوسع سيقدم «لشرق أوروبا ما ساعد الناتو بالفعل في تقديمه لغرب أوروبا. سوف نستمر بشكل مطرد ومنهجي في محو الخط الذي رسمه التمهيد الدموي الستاليني في أوروبا دون استبداله».
انتقد بعض خبراء السياسة التوسع في الولايات المتحدة باعتباره «خطأ سياسي ذو أبعاد تاريخية. قال جورج إف. كينان، وهو دبلوماسي أمريكي ومدافع عن سياسة الاحتواء، إنه من المتوقع أن يكون لهذا القرار «تأثير سلبي على تطور الديمقراطية الروسية، وذلك لإعادة أجواء الحرب الباردة إلى العلاقات بين الشرق والغرب، ودفع السياسة الخارجية الروسية في اتجاهات لا نفضلها».
استمرت العضوية في التوسع مع انضمام سبع دول أخرى من وسط وشرق أوروبا إلى الناتو وهي: إستونيا، ولاتفيا، وليتوانيا، وسلوفينيا، وسلوفاكيا، وبلغاريا، ورومانيا. دُعيَت هذه الدول لأول مرة لبدء محادثات العضوية خلال قمة براغ في عام 2002، وانضموا إلى الناتو في 29 مارس عام 2004 قبل وقت قصير من قمة إسطنبول في عام 2004. أُيِّدت العضوية السلوفينية في استفتاء أيد فيه 66.02% من الناخبين الانضمام.
شُكِّلت هياكل جديدة للناتو بينما ألغيت الهياكل القديمة. توصل الناتو في عام 1997 إلى اتفاق بشأن تقليص كبير لهيكل قيادته من 65 مقر إلى 20. أُطلِقت قوة الرد لحلف الناتو في قمة براغ في 21 نوفمبر عام 2002، وهي أول قمة في دولة كانت تابعة سابقًا لمجلس التعاون الاقتصادي. بدأت عملية إعادة هيكلة أخرى للقيادة العسكرية لحلف الناتو في 19 يونيو عام 2003 كالمقر الرئيسي للقائد الأعلى للحلفاء، إذ أُلغيَت أتلانتيك وأُنشِئت قيادة جديدة، وهي تحويل قيادة الحلفاء، في نورفولك بفيرجينيا في الولايات المتحدة، وأصبح المقر الأعلى للقيادة العليا للقوات المتحالفة في أوروبا. يُعد تحويل قيادة الحلفاء المسؤول عن قيادة التحول (القدرات المستقبلية) في الناتو، وتُعد القيادة العليا للقوات المتحالفة في أوروبا مسؤولة عن العمليات الحالية. بدأت الشرطة الجوية في منطقة البلطيق التابعة للناتو في مارس عام 2004، والتي دعمت سيادة لاتفيا، وليتوانيا، وإستونيا، من خلال توفير مقاتلات نفاثة للرد على أي اقتحام جوي غير مرغوب فيه. تتمركز ثماني طائرات مقاتلة متعددة الجنسيات في ليتوانيا، وزاد عددها من أربع طائرات في عام 2014. أطلق الناتو أيضًا في قمة إسطنبول عام 2004 مبادرة إسطنبول للتعاون مع أربع دول من الخليج العربي.
عُقِدت قمة ريغا لعام 2006 في ريغا بلاتفيا، وسلطت الضوء على قضية أمن الطاقة. كانت أول قمة للناتو تعقد في بلد كان جزءًا من الاتحاد السوفيتي. وافق الناتو في قمة أبريل عام 2008 في بوخارست برومانيا على انضمام كرواتيا وألبانيا، وانضم كلاهما إلى الناتو في أبريل عام 2009. أُعلِمت أوكرانيا وجورجيا أنهما يمكن أن تصبحا عضوين في نهاية المطاف. أثارت قضية عضوية جورجيا وأوكرانيا في الناتو انتقادات روسية شديدة، وذلك كما فعلت خطط الناتو لنظام دفاع صاروخي. بدأت دراسات النظام في عام 2002، وتركزت المفاوضات على الصواريخ المضادة للصواريخ الباليستية المتمركزة في بولندا وجمهورية التشيك. انتقد الرئيسان الروسيان فلاديمير بوتين وديمتري ميدفيديف النظام باعتباره تهديدًا؛ وذلك على الرغم من تقديم قادة الناتو تأكيدات بأن النظام لا يستهدف روسيا.
اقترح الرئيس الأمريكي باراك أوباما في عام 2009 استخدام نظام الدرع القتالي القائم على السفن، وحافظت الخطة على تضمين محطات يجري بناؤها في تركيا، وإسبانيا، والبرتغال، ورومانيا، وبولندا. سيحافظ الناتو أيضًا على «الوضع الراهن» في رادعه النووي في أوروبا من خلال تحديث قدرات الاستهداف للقنابل النووية «التكتيكية» بي 61 المتمركزة هناك، ونشرها على طائرة لوكهيد مارتن إف 61 لايتنينغ الثانية. التزم الناتو بتشكيل «قوة رائدة» جديدة قوامها 5000 جندي في قواعد في إستونيا وليتوانيا، ولاتفيا، وبولندا، ورومانيا، وبلغاريا بعد ضم روسيا لشبه جزيرة القرم في عام 2014.
أدى ضم روسيا لشبه جزيرة القرم في عام 2014 إلى إدانة قوية من قبل دول الناتو، وذكرت بولندا المادة رقم 4 في الاجتماعات. التزم قادة الدول الأعضاء في قمة ويلز في عام 2014 في الناتو بشكل رسمي وللمرة الأولى بإنفاق ما يعادل 2% على الأقل من ناتجهم المحلي الإجمالي على الدفاع بحلول عام 2024، والذي كان في السابق مجرد دليل غير رسمي. حقق خمسة من أصل 28 عضوًا هذا الهدف في عام 2015. تباين الأعضاء الثمانية بين تحقيق الهدف أو الاقتراب منه في بداية عام 2018؛ ووضع ستة آخرين خططًا للوصول إلى الهدف بحلول عام 2024 كما وعدوا؛ وكشفت النرويج والدنمارك عن خطط لزيادة الإنفاق الدفاعي بشكل كبير، بما في ذلك شراء النرويج المخطط له لإثنين وخمسين طائرة مقاتلة جديدة من طراز إف-35.
اعترف الناتو رسميًا بحرب الإنترنت كمجال عملياتي للحرب في 15 يونيو 2016، تمامًا مثل الحرب البرية والبحرية والجوية؛ وهذا يعني أن أي هجوم إلكتروني على أعضاء الناتو يمكن أن يؤدي إلى العمل بالمادة 5 من معاهدة شمال الأطلسي. أصبح الجبل الأسود العضو التاسع والعشرين في الناتو في 5 يونيو عام 2017، وذلك وسط اعتراضات قوية من روسيا.
فرضت وزارة الخزانة الأمريكية عقوبات على اثنين من كبار وزراء الحكومة التركية الذين تورطوا في اعتقال القس الأمريكي أندرو برونسون في 1 أغسطس عام 2018. قال الرئيس التركي رجب طيب أردوغان إن سلوك الولايات المتحدة سيجبر تركيا على البحث عن أصدقاء وحلفاء جدد. يبدو أن النزاع بين الولايات المتحدة وتركيا هو أحد أخطر الأزمات الدبلوماسية بين حلفاء الناتو منذ سنوات.
اعترف الناتو رسميًا في 4 ديسمبر عام 2019 بحرب الفضاء كمجال عملياتي للحرب، تمامًا مثل الحرب البرية والبحرية والجوية والإلكترونية؛ وهذا يعني أن الهجوم على أي مجال يمكن أن يؤدي إلى استخدام المادة 5 من معاهدة شمال الأطلسي. أصبحت مقدونيا الشمالية العضو الثلاثين والأحدث بعد حل نزاع حول اسمها مع اليونان في 27 مارس عام 2020.